# Дитрих IV/VI (Клеве)
Дитрих IV/VI фон Клеве (на немски: Dietrich IV/VI von Kleve; Dietrich Nust, * ок. 1185, † 13 май или 26 юни 1260) е от около 1202 до 1260 г. граф на Клеве.
Той е единственият син на граф Дитрих III/V и на Маргарета от Холандия, дъщеря на граф Флоренс III.
Дитрих последва малолетен баща си и става истинският основател на Териториалната държава Клеве. Той помага на заселването на страната и основава замъци и градове, между тях Везел, Клеве, Калкар и Грит. В немската наследствена война през 1214 г. той е на страната на по-късния император Фридрих II.
След ранната смърт на син му Дитрих primogenitus той дели управлението през 1255 г. между останалите му синове Дитрих V/VII und Дитрих Луф, от втория му брак с Хедвиг фон Майсен. Малко преди смъртта му той построява отново замък Монтерберг при Калкар.

## Семейство и деца
Дитрих IV/VI фон Клеве е женен първо за Матилда от Динслакен († 1224) и има децата:
- Дитрих primogenitus (* 1214, † 1245), граф на Клеве
- Маргарета († 10 септември 1251), омъжена на 24 ноември 1240 г. за граф Ото II фон Гелдерн († 1271)

Дитрих IV/VI фон Клеве се жени втори път за Хедвиг фон Майсен († 1249), дъщеря на маркграф Дитрих от Майсен от род Ветини и на Юта Тюрингска (* 1184, † 1235), дъщеря на ландграф Херман I от Тюрингия. С нея има децата:
- Дитрих V/VII († 1275), граф на Клеве
- Дитрих Луф († 1277), граф на Саарбрюкен
- Юта († 1275), омъжена пр. 20 декември 1249 г. за херцог Валрам V от Лимбург († 1279)
- Агнес (1232 – 1285), омъжена I. 1260 г. за Бернхард IV от Липе († 1275), II. 1275 г. за Рудолф II фон Дипхолц († 1303/1304)
- Еберхард